# Eredivisie (vrouwenhandbal) 2010/11
De Eredivisie is de hoogste afdeling van het Nederlandse handbal bij de vrouwen op landelijk niveau. In het seizoen 2010/2011 werd MazuWiAi/Dalfsen landskampioen. Eurotech/Bevo HC en DSS degradeerden naar de Eerste divisie.
Voorafgaan het seizoen trok AAC 1899 zich uit de eredivisie.

## Teams
| Club                   | Plaats     | Provincie     | Hal                                         |
| ---------------------- | ---------- | ------------- | ------------------------------------------- |
| Eurotech/Bevo HC       | Panningen  | Limburg       | BouwCoach Hallen                            |
| MazuWiAi/Dalfsen       | Dalfsen    | Overijssel    | De Trefkoele                                |
| DSS                    | Heemskerk  | Noord-Holland | De Waterakker                               |
| Huyser-Kwebbel/E&O     | Emmen      | Drenthe       | Harwig Arena                                |
| GOconnectIT/Fortissimo | Cothen     | Utrecht       | De Rijnsloot                                |
| HandbalAcademie        | Oosterbeek | Gelderland    | Elderveld (Arnhem) Topsportcentrum (Almere) |
| Hellas                 | Den Haag   | Zuid-Holland  | Hellashal                                   |
| GIBO groep/Kwiek       | Raalte     | Overijssel    | Valkenlaan                                  |
| Venus/Nieuwegein       | Nieuwegein | Utrecht       | Galecop                                     |
| Quintus                | Kwintsheul | Zuid-Holland  | Van der Voorthal                            |
| Westfriesland/SEW      | Nibbixwoud | Noord-Holland | 't Span                                     |
| Succes Schoonmaak/VOC  | Amsterdam  | Noord-Holland | Elzenhagen                                  |

## Reguliere competitie
| Pos | Club                   | Wed | W  | G | V  | Ptn | DV  | DT  | +/−  | Opmerking                         |
| --- | ---------------------- | --- | -- | - | -- | --- | --- | --- | ---- | --------------------------------- |
| 1   | MazuWiAi/Dalfsen       | 22  | 20 | 0 | 2  | 40  | 706 | 513 | +193 | 000Landskampioen van Nederland000 |
| 2   | Succes Schoonmaak/VOC  | 22  | 19 | 1 | 2  | 39  | 765 | 547 | +218 |                                   |
| 3   | Hellas                 | 22  | 16 | 1 | 5  | 33  | 693 | 550 | +143 |                                   |
| 4   | Quintus                | 22  | 14 | 4 | 4  | 32  | 714 | 591 | +123 |                                   |
| 5   | Westfriesland/SEW      | 22  | 13 | 5 | 4  | 31  | 720 | 619 | +101 |                                   |
| 6   | HandbalAcademie        | 22  | 11 | 1 | 10 | 23  | 704 | 708 | −4   |                                   |
| 7   | Huyser-Kwebbel/E&O     | 22  | 13 | 0 | 11 | 19  | 732 | 714 | +18  |                                   |
| 8   | Venus/Nieuwegein       | 22  | 9  | 1 | 12 | 14  | 619 | 703 | −84  |                                   |
| 9   | GOconnectIT/Fortissimo | 22  | 6  | 0 | 16 | 12  | 562 | 654 | −92  |                                   |
| 10  | GIBO groep/Kwiek       | 22  | 5  | 2 | 15 | 12  | 539 | 685 | −146 |                                   |
| 11  | Eurotech/Bevo HC       | 22  | 2  | 1 | 19 | 5   | 561 | 718 | −157 | Degradatie naar Eerste divisie    |
| 12  | DSS                    | 22  | 2  | 0 | 20 | 4   | 530 | 791 | −261 | Degradatie naar Eerste divisie    |

## Beste handbalsters van het jaar
In de verkiezing handballer en handbalster van het jaar werden de volgende prijzen verdeeld:
| Categorie         | Winnaar           | Club                  |
| ----------------- | ----------------- | --------------------- |
| Keepster          | Larissa van Dorst | Hellas                |
| Linkeropbouwster  | Wendy Smits       | MazuWiAi/Dalfsen      |
| Rechteropbouwster | Sanne van Olphen  | Hellas                |
| Middenopbouwster  | Estavana Polman   | Succes Schoonmaak/VOC |
| Linkerhoek        | Sharina van Dort  | MazuWiAi/Dalfsen      |
| Rechterhoek       | Debbie Bont       | Succes Schoonmaak/VOC |
| Cirkel            | Sanne Mocking     | Fortissimo            |
| Trainer           | Jos Klepke        | Quintus               |